# 联合民主青年组织

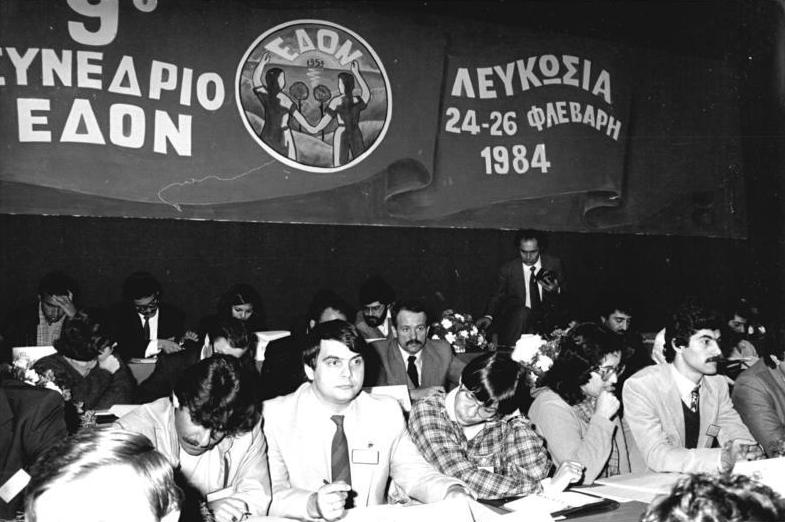
1984年3月，联合民主青年组织第九次会议

联合民主青年组织（希臘語：Ενιαία Δημοκρατική Οργάνωση Νεολαίας，羅馬化：Eniaia Dimokratiki Organosi Neolaias，缩写为EDON）是塞浦路斯的一个左翼青年组织，它是塞浦路斯共产主义政党劳动人民进步党的青年翼。该组织成立于1959年。该组织的总部位于尼科西亚。该组织出版杂志《青年》。该组织是世界民主青年联盟的成员。该组织曾派代表参加欧洲共产主义青年组织会议。进步学生运动是该组织的学生分支。